# أسعد الأيام (فلم 1954)
أسعد الأيام هو فيلمٌ مصريٌ أُنتج عام 1954.

## قصة الفيلم
مرسي (يوسف وهبي) هو رب عائلةٍ مكونةٌ من زوجته فهيمة (سعاد محمد)، وابنته سعاد (زهرة العلا)، وطفلين صغيرين. سعاد على وشك الزواج من خطيبها فتحي (شكري سرحان). تسكن العائلة فوق شقة مفيدة (برلنتي عبد الحميد)، وشقيقها رضوان (محمد الديب) مندوب التأمين الذي يشجع الناس على الاشتراك في خدمات التأمين.
يسعى مرسي للحصول على سلفةٍ من عمله، لكنه يُفاجئ بتسريحه منه، وتسليمه مكافأة نهاية الخدمة لكبر سنه. وما زاد الطين بلةً صرف زوجته للمكافأة اعتقاداً منها أنها السلفة. تعلم سعاد مصادفةً بتسريح والدها، فتقرر البحث عن عمل لمساعدته دون علمه.
تتردد سعاد، بعلم خطيبها، على مركز خياطة، في نفس العمارة التي يوجد بها مدرسةُ للرقص. تراقبها مفيدة، وتعتقد أنها تتعلم الرقص، فتشيع ذلك بين الناس، ويمنعها والدها مرسي بمجرد علمه بذلك.
يشترك مرسي في التأمين بمبلغ 1000 جنيه، ويفكر أن ينتحر بمجرد إتمام زواج ابنته لكي تحصل عائلته على المبلغ.

## وصلات خارجية
- مقالات تستعمل روابط فنية بلا صلة مع ويكي بيانات
- أسعد الأيام على الدهليز
- أسعد الأيام على كاروهات